# WoO
WoOとは、ドイツ語のWerk ohne Opuszahl（作品番号なしの作品）の略語で、作品番号がつけられていない（クラシック音楽の）楽曲の整理のためにつけられる認識番号を示す。
WoOは、ベートーヴェンをはじめとしたドイツ語圏の作曲家の作品について用いられる。ベートーヴェンの場合は、研究家のゲオルグ・キンスキーとハンス・ハルムによってつけられたものである。例えば「エリーゼのために」はWoO 59である。